# Dar Sila
Das Sultanat Dar Sila (arabisch دار سيلا Dār Sīla) war eigenständig zwischen dem Reich von Wadai und Dār Fur, bis es nach 1916 endgültig in den Kolonialbesitz von Französisch-Westafrika des Tschad eingegliedert wurde, wo 1999–2002 ein gleichnamiges Departement bestand. Die geographische Lage war etwa zwischen 11° 45˝ und 12° 15˝ Nord und 22° 15˝ und 22° 45˝ Ost. Nach dem dominierenden Stamm, den Dājū, wurde das Sultanat vereinzelt auch als Dār Dājū bezeichnet. Der Hauptort war Goz Beïda, ca. 180 km südlich Abéché.

## Bewohner und Verwaltung
Die Herrscherfamilie wurde von den sesshaften Dājū gestellt, deren Bevölkerungsanteil etwa zwei Drittel betrug. Im Land lebten, teilweise als Nomaden u. a., die meist Arabisch sprechenden Stämme der Sālamāt, Terjam, Ḥaymāt, Missiriyya, und Banī Ḥalba. Dazu von mehr südlicher Herkunft die Kara, Gula und Banda, von denen viele als Sklaven in das Land verschleppt worden waren. In der nördlichen Grenzregion dominierten die Sāyār, daneben leben dort Masalit und Fur. Die Freien (masākīn) unterlagen der (Natural-)Besteuerung durch den Sultan und waren zum Waffendienst verpflichtet.
Das Land war in vier größere und etliche kleinere Bezirke unterteilt, letztere oft Domänen im Privatbesitz von Angehörigen der Herrscherfamilie, die von Beamten verwaltet wurden. Sultan Isḥāq Abu Rīsha gliederte die Bezirke in vier innere unter einem Kamkolak und vier Grenzprovinzen unter einem Maqdūm um. Die eigentlichen Regierenden residierten in Goz-Beida. Zu ihrer Versorgung wurden ihnen umliegende Dörfer steuerfrei zugewiesen. Den Scheichs der nomadisierenden Stämme in den Grenzgebieten wurde ein Beamter der Zentralregierung zur Seite gestellt, oft ein Haussklave oder Verwandter des Sultans, dem auch die Aushebung im Verteidigungsfall oblag.

## Geschichte
| Hinweis: Die Transliteration von Orts- und Personennamen folgt der zur Kolonialzeit verwendeten. Jahresangaben bei Herrschernamen beziehen sich auf Regierungszeiten. |

Dār Sīla war das südlichste einer Reihe von Sultanaten, die zwischen den Reichen Wadai und Dār Fur lagen.

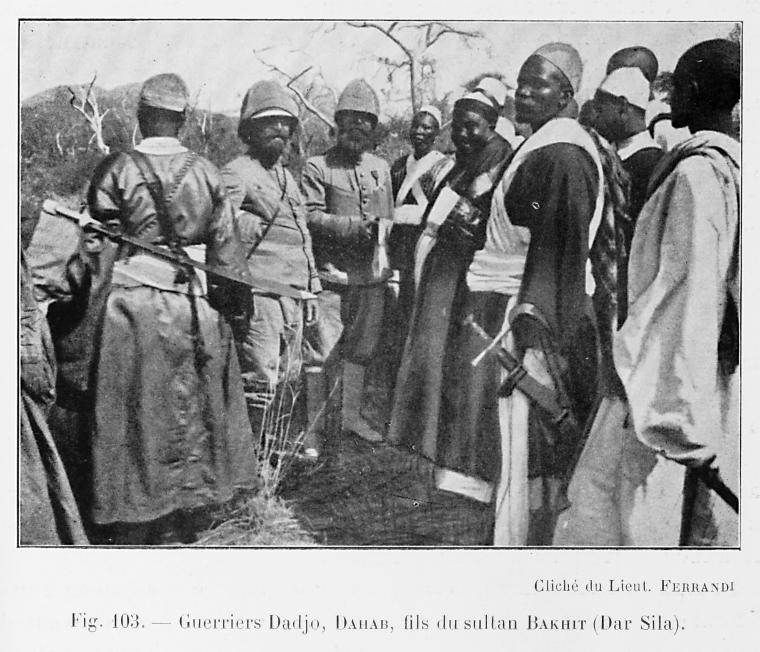
Söhne des letzten Sultans, Bakhit (verm. 1916)

Bereits vor der Ankunft der französischen Kolonialherren 1909 hatte sich eine orale historische Tradition herausgebildet, die den Ursprung des Stammes beschrieb. Die Dājū waren die erste bekannte Zivilisation im Marra-Massiv. Danach bestand in der Region Hajar Kadjano ein Königreich (? 1417–1612) der Dājū, bis sie von dort Anfang des 17. Jahrhunderts durch die Tunjur vertrieben wurden. Das Zentrum der Dājū soll Nyala gewesen sein. Die Richtigkeit dieser Tradition wird von der historischen Forschung inzwischen anerkannt. Die Geschichte des Stammes ist jedoch erst seit der Regierung des Sultan 'Anqarib (reg. ca. 1813–1851) belegbar. Man zahlte zu der einen oder anderen Zeit Tribut (dīwān) an die großen Nachbarstaaten, ohne dass dadurch ein Vasallenverhältnis entstand.
Während der türkischen Besetzung des Dār Fur (1874–82/83) unterwarfen sich die kleineren Sultanate im Norden, Dār Sīla blieb jedoch von osmanischer Oberherrschaft verschont. Man verbündete sich mit Wadai. Unter der Führung des späteren Sultan Isḥāq Abu Rīsha kam es zu einigen kleineren Gefechten mit vorgeschobenen türkischen Posten. Sultan Muḥammad Būlād nutzte den Zerfall des Sultanats Dār Fur sich dessen Bezirke Dār Fongoro (im Südosten) sowie danach Dār Galfige und Dār Sinyār einzuverleiben. Zu dieser Zeit wurden auch Flüchtlinge und Sklaven im Lande angesiedelt, letztere besonders im Bereich des Baḥr Azūm.
Zum Staat des Mahdi bestanden zunächst gute Beziehungen, die sich unter seinen Nachfolgern verschlechterten. Dār Sīla unterstützte, wie die anderen kleineren Sultanate, die Rebellion des charismatischen Abū Jummayza, eines faqih des Dār Fur. Im November 1888 gewannen sie zunächst eine Schlacht gegen die Mahdisten, die jedoch die Aufständischen am 22. Februar 1889 besiegten. Der dritte „Schattensultan“ des Dār Fur Abūl-Khayrāt Ibrāhim (1889–1891) erhielt kurzzeitig Asyl im Lande. Er stellte jedoch eine Rebellenarmee aus Arabisch sprechenden Nomadenstämmen auf. Diese wurde vom Sultan in einer einzigen Schlacht 1891 besiegt. Ein Grenzkrieg mit Dār Māsālit wurde auf Intervention der Wadai 1895 schnell beendet.
Nach der endgültigen Niederlage der Mahdisten im katastrophalen Hungerjahr 1898 bestieg, im immer noch unabhängigen, Dār Fur Alī Dīnār (1898–1916) den Thron. Zwar war dieser ein Gegner Dār Silas, er akzeptierte trotzdem eine Tochter des Sultans zur Frau und überließ Dār Fongoro und Dār Sinyār seinem neuen Schwiegervater. Im selben Jahr begann in Wadai nach dem Tode des Sultan Yūsuf ein 4-jähriger Bürgerkrieg.

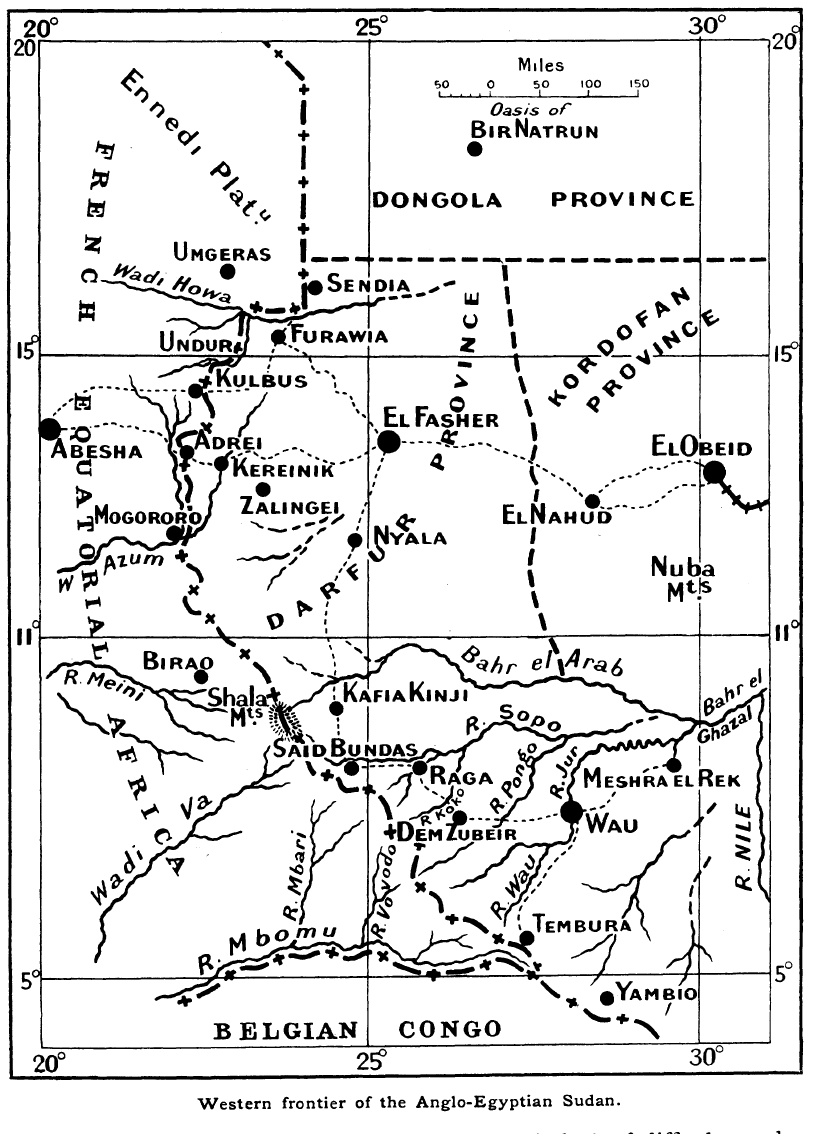
Koloniale Grenzziehung (1922)

Nach 1905 verschlechterten sich die Beziehungen zu Alī Dīnār rapide, weshalb Sultan Bakhīt Abū Rīsha auf französische Unterstützung zu hoffen begann. Nachdem 1909 die französische Eroberung des Wadai abgeschlossen war, sandte auch der Sultan einen Brief nach Fort Lamy, in dem er sich unterwarf. Eine im November in Goz-Beida einrückenden Militärkolonne sicherte den Franzosen einen Protektoratsvertrag. Weiterhin verpflichtete sich der Sultan 5000 Riyal, was 15000 Francs (oder etwa 400–500 Kühen) entsprach, an Steuer (al-kharāj) zu zahlen. Der Sultan war jedoch der Ansicht, dadurch würde er gegenüber den Franzosen ein ähnlich lockeres Abhängigkeitsverhältnis eingehen wie früher gegenüber seinen mächtigen Nachbarn. Das Land blieb von den Kämpfen der nächsten zwei Jahre im Norden verschont, man akzeptierte aber 1912 die Einrichtung einer Garnison in ihrer Hauptstadt. Dies führte zu einem Prestigeverlust des Sultans und durch die schnell erfolgende Einführung von barem Geld zu Verwerfungen im Wirtschaftssystem. Die Franzosen forderten bald die vollkommene Anerkennung ihrer „zivilisatorischen“ Werte, wie die Abschaffung des Sklavenhandels und die Bezahlung aller Steuern in Geld, nicht wie bisher teilweise in Naturalien.
Die französischen Truppen wurden im August 1914 abgezogen, um gegen die Deutschen in Kamerun zu kämpfen. Ein letzter Versuch die Unabhängigkeit zu bewahren scheiterte 1915/1916. Der Sultan floh nach Dār Fur. Der dortige Sultan war zur gleichen Zeit von den Briten vertrieben worden, sodass Bakhīt an die Grenze seines Reiches zurückkehren musste, wo er von den Franzosen gefangen und auf Dauer nach Ft. Lamy exiliert wurde.
Die Grenzziehung zwischen britischem und französischen Kolonialbesitz erfolgte durch eine Kommission 1921–1922, im Wesentlichen der Wasserscheide zwischen Nil und Kongo folgend.
Herrscher
Die Herrscherreihe der Dynastie, soweit sie historisch belegbar ist:
- 'Anqarib (ca. 1813–1851)
- Muḥammad Būlād (1851–1879)
- Isḥāq Abu Rīsha (1879–1900)
- Bakhīt Abū Rīsha (1900–1916)

## Volkswirtschaft
Im Gegensatz zu den weiter nördlich gelegenen Sultanaten hat Dār Sila mit 600 bis 800 mm ausreichenden Jahresniederschlag und vergleichsweise artenreiche Vegetation. Angebaut werden Hirsesorten und Baumwolle. Ebenso üblich ist die Viehhaltung, jedoch werden kaum Kamele gezüchtet.
Eines der wichtigsten Handelsgüter waren schwarze Sklaven. Ein Teil von ihnen wurde als Haussklaven im Lande behalten, diese wurden als Fertit und Kirdi bezeichnet. Reine Handelsware, die im sozialen Status niedriger stand, hielt sich nur kurzzeitig im Sultanat auf, ehe sie Richtung Küste weiterverkauft wurden. Frisch Versklavte wurden meist durch bewaffnete Überfälle auf die nicht-muslimischen Völker in den Marschen des südlichen Wadai beschafft. Auf derartigen Expeditionen wurde auch das andere wichtige Exportgut, Elfenbein, gewonnen. Der gesamte Außenhandel unterlag der Kontrolle des Sultans.
Die Freien zahlten die islamischen Zakah- und Fiṭra-Steuern auf geerntetes Getreide und Vieh. Bei Ernteausfall waren mithin keine Steuern fällig. Eine Mindestmenge war immer steuerfrei. Dazu kamen Sonderabgaben auf Honig, Ghee und Baumwollstoffe. In Dürrejahren wurde Getreide aus öffentlichen Speichern an Bedürftige verteilt. Bezahlt wurde nur in geringem Umfang mit Geld. Dem Sultan stand das Eigentumsrecht an entlaufenen Sklaven zu. Die erhobenen Steuern wurden zwischen Sultan, den örtlichen Beamten und den Malik geteilt.
Von den unsicheren Verhältnissen im Westen während des Mahdi-Aufstands abgeschreckt, benutzten ab den späten 1870ern deutlich mehr Pilgerkarawanen den Weg über Goz-Beida, was den wirtschaftlichen Aufschwung förderte. Nach der Eroberung und durch die 1911 beginnende italienische Besetzung von Tripolitanien und der Cyrenaica wurde der Transport von Sklaven durch Karawanen nach Bengasi unterbunden. Dazu kam noch die französische Politik des ungehinderten Warenverkehrs entlang der Straßen, was den Wegezoll abschaffte. Der Sultan wurde dadurch, zunehmend ab 1912, seiner wichtigsten Einkommensquellen beraubt, aus der er seine private Armee finanziert hatte. Unter den Herden der Banī Ḥalba wütete zu dieser Zeit auch die Rinderpest.
Innerhalb des nächsten Jahrzehnts kam es zur Einführung der Bargeldwirtschaft und der vollkommenen Einbindung der Region in das kapitalistische koloniale Wirtschaftssystem. Ab 1917 waren alle Steuern, die sich nun nach der bebauten Landfläche richteten, in Geld zu zahlen, was erzwungenermaßen zum vermehrten Anbau von „cash crops“ führte und so in der Region in Zeiten der Dürre oder Überflutung immer wieder Hungersnöte hervorrief. Viele der Einwohner mussten sich als Arbeitsmigranten bei Lohnarbeit verdingen. Dies geschah zum einen auf den Baumwollplantagen im Niltal, aber auch in der französischen Armee. Erstmals 1932, im dritten Jahr einer katastrophalen Dürre, kam es zum Steuererlass durch die Kolonialherren.